# 폴란드 군사 기구
폴란드 군사 기구, 또는 약칭 PMO('Polska Organizacja Wojskowa', POW)는 제1차 세계 대전 당시 편성된 비밀 군사 기구다. 유제프 피우수트스키가 1914년 8월 설립하였으며, 1914년 11월 "POW"라는 이름을 채택했다. 기구의 목표는 폴란드 민족의 적에 맞서 정보를 모으고 태업을 하는 것이었다. 피우수트스키는 오스트리아-헝가리 제국 지지자들로부터 독립적으로 행동하기 위해 폴란드 군사 기구를 이용했고, 이 군대는 덜 알려졌지만, 폴란드 군단의 중요한 상대가 되었다. 폴란드 군사 기구는 전쟁 초기 러시아 제국을 목표로 삼았지만, 전쟁 말기 독일 제국도 목표로 삼았다. 폴란드 군사 기구는 1914년 설립 당시 수백 명 정도였지만, 1918년에는 30,000명으로 증가했다.

## 제1차 세계 대전
폴란드 군사 기구는 1914년 8월 설립되었지만, 1914년 11월 2개의 준군사조직을 합병하면서 공식적으로 발족했다. 러시아 제국의 영토였던 폴란드 입헌왕국에서 활동하면서, 폴란드 군사 기구는 피우수트스키의 폴란드 군단의 정보부 역할을 했고 태업 활동을 벌였다. 실제로, 많은 불법적이고 비밀스러운 폴란드 군사 기구의 회원들은 동시에 오스트리아-헝가리 제국이 지원하는 폴란드 군단의 병사들이기도 했다. 폴란드 군사 기구는 피우수트스키 자신이 지휘했고, 예르제이 모라체프스키가 이끄는 "A 수녀원"이 정치 사령부를 맡았다.
초기에 폴란드 중부에서 활동을 했던 폴란드 군사 기구의 부대는 현재 리투아니아, 벨라루스, 우크라이나, 일부 러시아 영토를 포함한 옛 폴란드-리투아니아의 모든 영토에서 편성되었다. 태업 및 정보 수집이 주된 활동이었지만, 또한 폴란드 영토에서 싸우는 다양한 군대의 무기 획득과 그 구성원들의 군사 훈련도 포함했다. 폴란드 군사 기구의 회원들은 폴란드 독립 이후 설립될 미래 폴란드군의 핵심으로 여겨졌다.
1915년 폴란드가 동맹국에 점령된 이후, 폴란드 군사 기구를 러시아에 대한 유용한 정보 자원으로 여기고 있던 독일 제국 육군은 폴란드 군사 기구를 비공식적으로 지원했다. 그러나 1917년 7월 선서 위기 및 피우수트스키의 체포 이후 폴란드 군사 기구는 다시 은둔 생활을 시작하였고 독일 및 오스트리아-헝가리의 본부와 보급선에 대해 비밀 작전을 시작했다. 마그데부르크에 있는 독일군 감옥에 수감된 피우수트스키를 대신하여 피우수트스키의 친구이자 훗날 폴란드의 장군이 되는 에드바르트 리츠시미그위가 폴란드 군사 기구의 지휘를 맡았다.
제1차 세계 대전 말기 동맹국이 붕괴하자 폴란드 군사 기구 사령부는 전쟁에서 활동적으로 행동하기로 결정하고, 조직 자체도 공개적으로 운영했다. 1918년 10월 및 11월에 독일과 오스트리아-헝가리에서 벌어진 혁명은 동부상급지휘관의 육군을 붕괴시켰다. 이 시기 폴란드 군사 기구의 주요 임무는 철수하는 병사들을 무장해제시키고, 이들을 안전하게 독일까지 호위하는 것이었다. 임무는 성공적이고, 새로 탄생한 폴란드에 수많은 양의 무기와 군사 장비가 들어왔다. 11월 중순이 되자 갈리치아에 있던 대부분의 동맹국 거점은 폴란드 군사 기구에 항복했고, 이 지역은 폴란드가 통치하게 되었다. 폴란드 입헌왕국에서도 폴란드 군사 기구는 무장해제 활동을 이어나갔다. 르보프 전투에서, 폴란드 군사 기구는 서우크라이나 인민공화국의 공격 부대를 막아내는데 성공했다. 1918년 12월, 폴란드 군사 기구의 회원들은 새로 재탄생한 폴란드 육군에 모두 징집되었다.

## 같이 보기
- 제1차 세계 대전 당시 폴란드 군단